# George Andrew Reisner
George Andrew Reisner (Indianápolis, 5 de noviembre de 1867 – Guiza, 6 de junio de 1942) fue un arqueólogo estadounidense que centró sus estudios en el Antiguo Egipto, Nubia y Palestina.

## Biografía
Reisner nació en Indianápolis, Indiana. Sus progenitores eran George Andrew Reisner I y Mary Elizabeth Mason. Por parte paterna sus antepasados eran originarios de la ciudad alemana de Worms.  Casó con Mary Putnam Bronson, con quien tuvo una hija también llamada Mary. En 1889, fue entrenador de fútbol del equipo de la Universidad Purdue, que dirigió durante una temporada. 
George Reisner estudió artes liberales en la Universidad de Harvard y allí se doctoró en 1893. Amplió conocimientos sobre escritura cuneiforme en la Universidad de Gotinga y en Berlín sobre estudios semíticos y luego sobre el Antiguo Egipto con Adolf Erman. Después de tres años en Alemania, regresó a Harvard en 1896, donde obtuvo un puesto de instructor de semítica.

## Carrera en la arqueología
Tras realizar estudios en Gebel Barkal, Sudán, descubrió en Nubia que los reyes nubios no estaban enterrados en el interior de las pirámides de la zona, sino fuera. También halló un cráneo femenino, que él pensó que pertenecía a un rey, el cual se encuentra en la colección del Museo Peabody de Arqueología y Etnología de Harvard. Reisner creyó que el reino de Kerma era originalmente la base de un gobernador egipcio y que esos gobernantes acabaron convirtiéndose en monarcas independientes de Kerma. 
También creó una lista de los virreyes egipcios de Kush. Encontró la tumba de Hetepheres I, madre del faraón Keops, constructor de la Gran Pirámide de Guiza. Asimismo, Reisner exploró mastabas. Arthur Merton, del London Times, remarcó en 1936 que entonces Reisner, que acababa de encontrar la peculiar inscripción alusiva al perro doméstico Abuwtiyuw, «disfruta de una posición sin rival no solo como figura sobresaliente de la egiptología actual, sino también como un hombre cuya solidez de juicio y amplios conocimientos todos reconocen». En 1902 Reisner obtuvo permiso para excavar en la sección central del cementerio occidental de Guiza. Trabajando allí tuvo ocasión de conocer a la reina María de Rumania.
En Egipto, Reisner tuvo ocasión de desarrollar una nueva técnica arqueológica que se convertiría en un estándar de la profesión, resultado de la combinación de los métodos británicos de Petrie, los alemanes de Dorpfeld y Koldewey y sus propias prácticas estadounidenses y habilidad para la organización a gran escala. En 1908, después de diez años en Egipto, Reisner pasó a dirigir la excavación de la Universidad de Harvard en Samaria, actual Israel.
Reisner también fue profesor de egiptología en la universidad de Harvard y conservador del departamento egipcio del Museo de Bellas Artes de Boston. En sus últimos años una afección ocular lo dejó prácticamente ciego, aunque siguió trabajando dictando sus manuscritos a una secretaria. Al final de su carrera, había explorado el sitio arqueológico más famoso del mundo, las pirámides de Guiza, descubierto miles de artefactos y obras de arte, reescrito la historia de Nubia y tres milenios de relaciones nubio-egipcias, además de alterar para siempre el curso de la arqueología moderna.
George Andrew Reisner murió en su campamento de Guiza en 1942 y está enterrado en el cementerio estadounidense de Mari Girgis, El Cairo.

## Trabajos publicados
- Amulets. El Cairo: Impr. de l'Institut français d'archéologie orientale. 1907. (reimpreso ISBN 978-1-57898-718-4)
- Early dynastic cemeteries of Naga-ed-Dêr. Leipzig: J. C. Hinrichs. 1908.
- The Egyptian conception of immortality. Cambridge: The Riverside Press (Houghton Mifflin). 1912.
- Excavations at Kerma. Cambridge: Museo Peabody de Arqueología y Etnología. 1923. (reimpreso ISBN 0-527-01028-6)
- Harvard excavations at Samaria, 1908-1910. Cambridge: Harvard University Press. 1924. (con Clarence Stanley Fisher y David Gordon Lyon)
- Mycerinus, the temples of the third pyramid at Giza,. Cambridge: Harvard University Press. 1931.
- The development of the Egyptian tomb down to the accession of Cheops. Cambridge: Harvard University Press. 1936.
- A history of the Giza Necropolis. Cambridge: Harvard University Press. 1942.
- Canopics. El Cairo: Impr. de l'Institut français d'archéologie orientale. 1967. (completado por Mohammad Hassan Abd-ul-Rahman)